# Castanhal
Castanhal là một đô thị thuộc bang Pará, Brasil. Đô thị này có diện tích 1029,191 km², dân số năm 2007 là 152144 người, mật độ 147,83 người/km².